# Saison 1988-1989 du MO Constantine
Chronologie
Saison précédente Saison suivante
La saison 1988-1989 du MO Constantine dans la Division 1 

## Championnat

### Classement final
Le classement est établi sur le barème de points suivant : une victoire vaut 2 points, un match nul 1 point et une défaite 0 point.
| Rang | Équipe                    | Pts | J  | G  | N  | P  | Bp | Bc | Diff |
| ---- | ------------------------- | --- | -- | -- | -- | -- | -- | -- | ---- |
| 1    | JS Tizi Ouzou             | 37  | 30 | 14 | 9  | 7  | 36 | 22 | +14  |
| 2    | Mouloudia d'Alger         | 36  | 30 | 14 | 8  | 8  | 26 | 21 | +5   |
| 3    | Rapid de Relizane         | 34  | 30 | 12 | 10 | 8  | 31 | 28 | +3   |
| 4    | US Bel-Abbès P            | 32  | 30 | 12 | 8  | 10 | 37 | 30 | +7   |
| 5    | Association d'Oran        | 30  | 30 | 12 | 6  | 12 | 33 | 28 | +5   |
| 6    | Jeunesse de Bordj Menaïel | 30  | 30 | 12 | 6  | 12 | 34 | 32 | +2   |
| 7    | Mouloudia d'Oran T        | 29  | 30 | 11 | 7  | 12 | 35 | 31 | +4   |
| 8    | Jeunesse de Tiaret        | 29  | 30 | 11 | 7  | 12 | 36 | 38 | -2   |
| 9    | Union d'El Harrach        | 29  | 30 | 10 | 9  | 11 | 20 | 28 | -8   |
| 10   | Université d'Annaba       | 29  | 30 | 10 | 9  | 11 | 29 | 38 | -9   |
| 11   | RS Kouba P                | 29  | 30 | 11 | 7  | 12 | 27 | 37 | -10  |
| 12   | Espérance d'Aïn M'lila    | 28  | 30 | 8  | 12 | 10 | 24 | 23 | +1   |
| 13   | Union d'Alger             | 28  | 30 | 9  | 10 | 11 | 27 | 34 | -7   |
| 14   | MO Constantine P          | 27  | 30 | 9  | 9  | 12 | 35 | 33 | +2   |
| 15   | Union d'Aïn Béïda         | 27  | 30 | 11 | 5  | 14 | 35 | 41 | -6   |
| 16   | Entente de Collo          | 26  | 30 | 8  | 10 | 12 | 27 | 36 | -9   |

Résultat
- Qualifié pour la Coupe des clubs champions 1990

Relégation
- Relégation en Nationale II

Abréviations
T : Tenant du titre

P : Promus de Nationale II

## Coupe
- 1/32 de finale : MOC (2 - 0) RCB Seddouk (D4) Buts : Rachid El Groud   5e, Zeghbib   32e * match joué au AU stade 8 mai setif .
- 1/16 de finale : MOC (0 - 1) OM Médéa (D2)  : But :  Abdessamia Rachid   12e * match joué au  AU stade 8 mai setif .